# Tony Phillips
Keith Anthony Phillips, né le 25 avril 1959 à Atlanta (Géorgie) aux États-Unis et mort le 17 février 2016 à Scottsdale (Arizona) aux États-Unis, est un joueur américain de baseball.
Joueur d'utilité pouvant aussi bien évoluer au champ extérieur qu'aux différentes positions du champ intérieur, il joue dans la Ligue majeure de baseball de 1982 à 1999.

## Biographie
Tony Phillips dispute 9 de ses 18 saisons chez les Athletics d'Oakland, avec qui, il remporte la Série mondiale 1989, et en joue 5 chez les Tigers de Détroit.
Ce frappeur ambidextre compile 2 023 coups sûrs et 1 300 points marqués en carrière. Il mène le baseball majeur avec 114 points marqués pour les Tigers en 1992, mène les majeures avec 132 buts-sur-balles pour Détroit en 1993 et la Ligue américaine avec 125 buts-sur-balles en 1996 avec les White Sox de Chicago. L'une de ses meilleures saisons est jouée en 1993 pour les Tigers alors que sa moyenne au bâton s'élève à ,313 et que son pourcentage de présence sur les buts est de ,443.
Phillips meurt d'une crise cardiaque le 17 février 2016, à l'âge de 56 ans.